# Passion simple (film)
Pour plus de détails, voir Fiche technique et Distribution.
Passion simple est un film français réalisé par Danielle Arbid, sorti en 2020, adapté du roman homonyme d'Annie Ernaux paru en 1992.

## Synopsis
L'histoire d'une relation adultère entre un homme marié et une jeune femme.

## Fiche technique
- Titre français : Passion simple
- Réalisation : Danielle Arbid
- Scénario : Danielle Arbid d'après le roman Passion simple d'Annie Ernaux
- Photographie : Pascale Granel
- Société de production : Les Films Péllas
- SOFICA : Cinécap 3
- Pays d'origine :  France
- Format : couleur — 35 mm
- Genre : drame
- Dates de sortie :
  - Canada : 9 septembre 2020 (Festival international du film de Toronto 2020)
  - France : 11 août 2021

## Distribution
- Lætitia Dosch : Hélène
- Sergueï Polounine : Alexandre
- Lou-Teymour Thion : Paul
- Caroline Ducey : Anita
- Grégoire Colin : l'ex-mari
- Slimane Dazi : le médecin
- Tibo Vandenborre : Peter

## Production

### Tournage
Le tournage dure sept semaines du 19 janvier au 5 mars 2019 et s'est déroulé à Paris et en région parisienne, en région lyonnaise, à Florence et à Moscou.

## Sortie

### Accueil critique
En France, le site Allociné recense une moyenne des critiques presse de 3,6/5.

## Distinctions

### Sélections
- Label Festival de Cannes 2020
- Festival international du film de Toronto 2020 : projection en section Industry Selects
- Festival international du film de Saint-Sébastien 2020 : en compétition pour la Coquille d'or